# Dactylioceras
Dactylioceras is een middelgroot geslacht van uitgestorven, zeer ontwikkelde (evoluerend) cephalopode Mollusca uit de uitgestorven groep ammonieten. Het wordt toegewezen aan het Toarcien, een chronostratigrafisch niveau van het Onder-Jura en wordt beschouwd als het leidende fossiel. Het geslacht Dactylioceras werd voor het eerst afgescheiden in 1867 door de zoöloog en paleontoloog Alpheus Hyatt als een afzonderlijke subgroep van de ammonieten. Historische voorstellingen en beschrijvingen gaan terug tot het einde van de 16e eeuw, bijvoorbeeld met Johann Bauhin. De naam van de ammoniet is afgeleid van de Griekse termen δάκτυλος (dáktylos) 'vinger' en κέρας (kéras) 'hoorn'. 'Vinger' verwijst naar de vingervormige vertakking van de ribben.

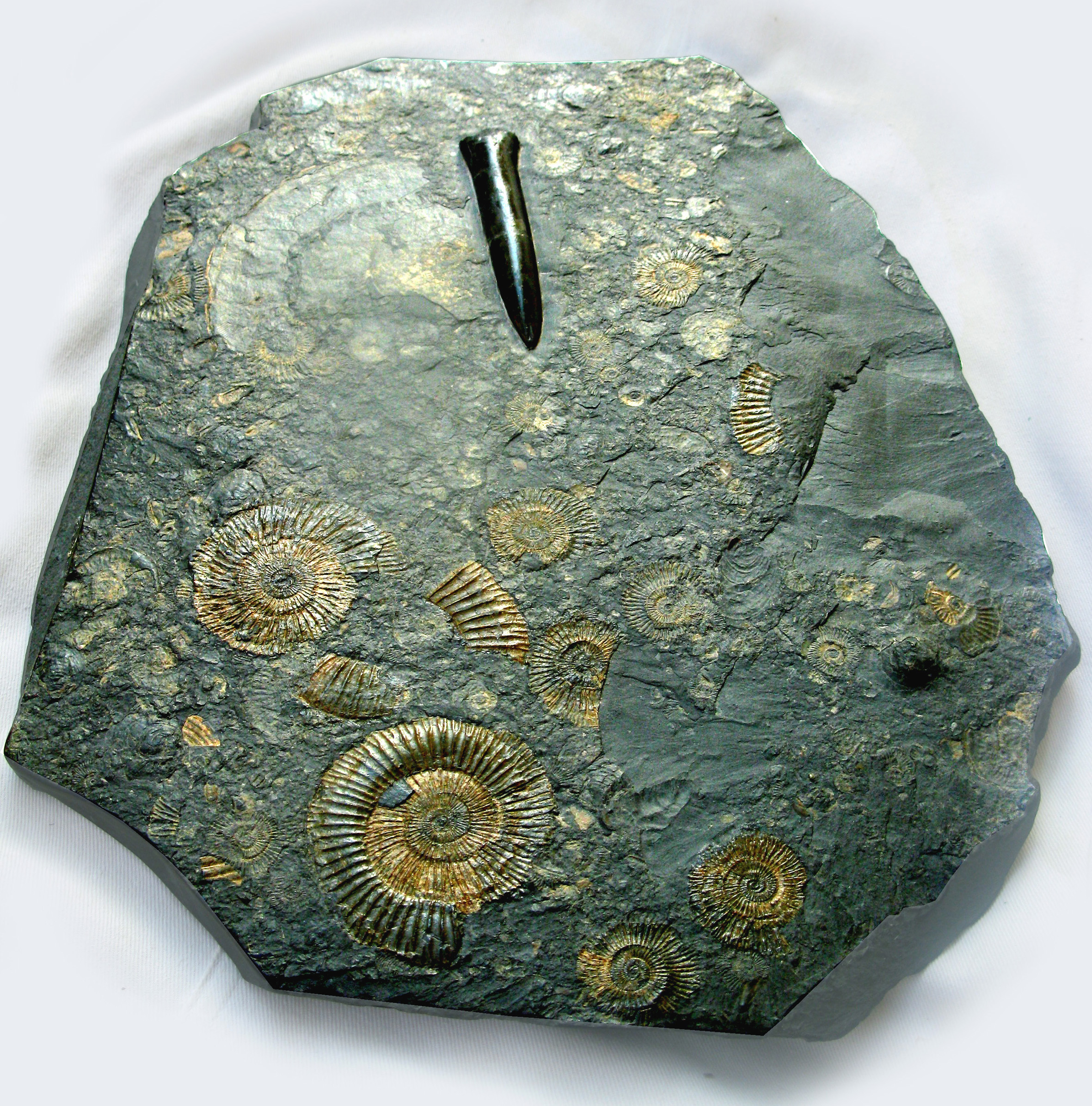
Dactylioceras uit Holzmaden (Duitsland).

## Beschrijving
Deze ammoniet had een evolute schelp met veel goed waarneembare windingen, een afgeronde buikzijde en een nauwe, ondiepe navel. De fijne, dicht opeenstaande, vertakte ribben liepen door over de ronde buikzijde. De diameter van de schelp bedroeg ongeveer zeven centimeter. Dactylioceras was een nektonische carnivoor, die zich snel kon voortbewegen.
De morfologische beschrijving van de phragmocon is een platteschijf-achtig serpenticon tot kadicon met een zeer langzame opwinding. De behuizingsgrootte van een Dactyliocera varieert van vijfentwintig tot honderdvijftig millimeter, maar is zelden groter dan honderd millimeter. De dunwandige schaal is zelden bewaard gebleven. Een evolute vorm (N = 0,52 tot 0,60) met een dwarse ovale tot zeer ovale windende dwarsdoorsnede domineert als de vorm. De omringende wand is over het algemeen systematisch en kan in verschillende secties worden verdeeld. In de meeste vormen volgt een uitgesproken navelstrengrand het navelstrengoppervlak dat verticaal of steil omhoog komt uit de naad. De volgende flank strekt zich uit tot de buitenrand, waardoor de daadwerkelijke vorm verschilt afhankelijk van het type.
De normale sculptuur bestaat uit gevorkte ribben, enkele ribben en schakelribben, die zonder onderbreking lopen naar de buitenrand en leiden naar zogenaamde ribsplitsingspunten, afhankelijk van het type, ook met kleine knopen, die zich meestal aan de buitenrand van de flank bevinden. De intercostale ruimte tussen de ribben is vaak anderhalf tot twee keer de breedte van de ribben. De werkelijke vorm van de ribben is een essentieel kenmerk van taxonomie. Aptychs zijn niet bekend in het geslacht Dactylioceras. Er worden geen vernauwingen of snuitapofyses gevormd.
Het ondergeslacht Dactylioceras (Eodactylites) wordt gekenmerkt door wijd verspreide externe ribben, hun windende dwarsdoorsnede is vierkant tot rechthoekig met een bevestigd dak. Het ondergeslacht Dactylioceras (Orthodactylites) heeft geen uitgespreide externe ribben en de kronkelende dwarsdoorsnede is afgerond, de sculptuur over het algemeen veel fijner. Het ondergeslacht Dactylioceras (Dactylioceras) wordt gekenmerkt door zijn gedifferentieerde, scherpe en regelmatige ribbelpatroon. De flankribben zijn aanzienlijk sterker dan de externe ribben en lopen rectoradiat of proradiat, de externe ribben zijn echter proklin. De ribbeldichtheid is meestal losser dan die van Dactylioceras (Orthodactylites).

## Leefwijze
Dactylioceras was een roofzuchtige ammonietsoort die waarschijnlijk op jacht ging naar zijn prooi op de oceaanbodem. Massale sterfgevallen komen er vrij vaak voor en er wordt aangenomen dat dergelijke gebeurtenissen zich direct na het uitkomen hebben voorgedaan. De dode omhulsels werden aangespoeld op oevers aan de rand van de Jura Zee. Experimenten in flowtanks gaven aan dat Dactylioceras hoogstwaarschijnlijk een langzame zwemmer was. Het geslacht was voornamelijk in kalksteenzeeën in de ondiepe tot diepere subtidale, maar werd ook gevonden boven de plankhelling en onder de zee. Wat betreft veranderingen in het zuurstof- en zoutgehalte van zeewater, heeft het geslacht Dactylioceras mogelijk slechts een kleine tolerantie gehad (meso- tot steno-oxybiont en meso- tot steno-haline).

## Fylogenie
Volgens H. Frebold (1922) moet het geslacht Dactylioceras rechtstreeks worden afgeleid van de Lytoceratinae via Prodactylioceras. Deze hypothese wordt niet geaccepteerd door paleontologen zoals Otto Heinrich Schindewolf. Volgens Braga Alarcon (1983) gaan de eerste ondefinieerbare vertegenwoordigers van het geslacht Dactylioceras terug naar het middelste domerium en zijn ze mogelijk afgesplitst van het zustergeslacht Reynesoceras. Dit is ook controversieel.
Schmidt-Effing (1972) ziet het ondergeslacht Dactylioceras (Eodactylites) in het hogere domerium afgeleid van het geslacht Coeloderoceras, dat op zijn beurt van de Psiloceratoidea via het geslacht Coeloceras kwam. Naar zijn mening is de Dactylioceratidae-familie geworteld met Coeloderoceras (en mogelijk met Coeloceras) in vormen rond Microderoceras, waarbij het afsplitsen van Microderoceras al had moeten plaatsvinden tijdens de Obtusum-zone in de Boven-Sinemurien in de mediterrane faunaprovincie. Dactylioceras (Eodactylites) ontwikkelde zich vervolgens geleidelijk tot Dactylioceras (Orthodactylites) en Dactylioceras (Dactylioceras). Volgens Otto Schindewolf zijn alle Nachliassische ammonieten afgeleid van de Dactylioceratidae.

## Leidend fossiel
Het geslacht Dactylioceras is het belangrijkste fossiel van het Onder-Toarcien in de Tenuicostatum-zone genoemd naar Dactylioceras (Orthodactylites) tenuicostatum en in de ietwat hogere Bifrons-zone (na Hildoceras bifrons). De tussenliggende serpentijnzone, volgens Hildoceras serpentinum, draagt ook vertegenwoordigers van het geslacht Dactylioceras, maar de subzones zijn vernoemd naar andere ammonietgenera.De Tenuicostatum-zone bestaat uit vier subzones (van hangend tot liggend):
- Semicelatum-subzone volgens Dactylioceras semicelatum
- Tenuicostatum-subzone volgens Dactylioceras (Orthodactylites) tenuicostatum
- Clevelandicum-subzone volgens Dactylioceras clevelandicum
- Paltum-subzone volgens Protogrammoceras paltum

De Clevelandzone-subzone is verdeeld in twee biozones met de horizon Dactylioceras crosbeyi in het liggebied en Dactylioceras clevelandicum in het hangende gebied. De Tenuicostatum-subzone met Dactylioceras (Orthodactylites) tenuicostatum is niet verder verdeeld. De semicelatum-subzone bestaat ook uit twee biozones met de horizon Dactylioceras semicelatum aan de basis en Tiltoniceras antiquum in de top.De Bifrons-zone bestaat uit drie subzones (van hangen tot liggen):
- Crassum-Subzone volgens Catacoeloceras crassum
- Fibulatum-Subzone volgens Peronoceras fibulatum
- Commune-Subzone volgens Dactylioceras commune

De Commune-subzone is op zijn beurt verdeeld in drie biozones met de horizon Ovaticeras ovatum aan de basis, gevolgd door de commune Dactylioceras en daarboven Dactylioceras athleticum.

## Ouderdom
Het geslacht Dactylioceras komt voor het eerst ongeveer 186 miljoen jaar geleden voor met het subgenus Dactylioceras (Eodactylites) in de spinatum-zone (maar mogelijk ook in de Margaritatus-zone) van het Midden-Domerium in het fossielenbestand. Het subgenus Dactylioceras (Orthodactylites) verschijnt slechts ongeveer 183 miljoen jaar vóór het einde van het Pliensbachien. Beide subgenera blijven dan in het Midden-Toarcien tot het begin van de Bifrons Zone (Commune Subzone), waarbij Dactylioceras (Eodactylites) vrij zeldzaam worden vanuit de Falcifer Zone van het Onder-Toarcien. De subgenus Dactylioceras (Dactylioceras) komt voor het eerst voor uit de Tenuicostatum-zone van het middelste subtoarcium en verloopt ongeveer 177 miljoen jaar geleden in de Variabilis-zone van het bovenste midden-Toarcien. Het geslacht Dactylioceras bestond dus bijna 10 miljoen jaar.

## Verspreiding
Dactyliocera wordt wereldwijd gevonden, vooral in Noordwest-Europa, maar komen ook voor in Noord-Amerika (dus in het zuiden van Alaska in de Talkeetna-formatie, in Alberta bij Edson, in Brits Columbia op het vasteland bij Harrison Lake Hazelton, Nelson, op de Taseko-meren en op de Queen Charlotte Islands en in het noorden van de Yukon inclusief Whitehorse), verder in Oost-Groenland en in het noorden en oosten van Siberië (bijvoorbeeld in Sichote-Alin). Op het niveau van de subgenera en soorten zijn er echter geografische differentiaties. Wetenschappelijk beschreven locaties van verdere Dactylioceratidae in Zuid-Amerika zijn de Chileense hoge cordillera tussen 26° en 29° zuiderbreedte
In het gebied van de Tethys, Noord-Spanje in Álava, de Keltiberische keten in de gebieden rond Burgos, Logroño, Teruel en Saragossa en verder de betiden in Zuid-Spanje, Marokko, Algerije, op Djebel Zaghouan in Tunesië, Sicilië en de rest van Italië met gebeurtenissen in de buurt van Taormina, in de Bugarone-formatie in de Apennijnen van de Marche evenals in de Zuidelijke Alpen, Joegoslavië, het Bakony-bos en het Gerecse-gebergte in Hongarije, westelijk Bulgarije, in Pirot in Servië, Griekenland, Turkije, de Karpaten, de Kaukasus, Indonesië, Nagato in Japan en Nieuw-Zeeland.
Wat de Noordoost-Europese faunaprovincie betreft, bevinden de locaties van het geslacht Dactylioceras in Duitsland zich in de buurt van Dotternhausen, Hechingen en Holzmaden in Baden-Württemberg, Altdorf bei Nürnberg, Gunzenhausen, Kässwasser in de buurt van Heroldsberg, Kalchreuth, Schnaittach, Wassertrüdingen en Ostheim in de buurt van Weißenburg in Bayern, Middleheim, Frankenland, Schlaifhausen en Unterstürmig bij Forchheim in Oberfranken, Amberg en Freudenberg in Oberpfalz (geheel Beieren) evenals Cremlingen, Hondelage bij Braunschweig, Rottorf am Klei en Wolfsburg in Nedersaksen.
In Frankrijk verschijnt het geslacht in Charleville-Mézières in het departement Ardennen, in Bourgondië, in Millau in de Causses, in Feuguerolles in het departement Calvados, in Airvault en Mauzé-Thouarsais in het departement Deux-Sèvres, in Teyjat in het departement Dordogne, in het departement Dordogne in Poitou en in Chantonnay, Le Bernard, Jard-sur-Mer, Péault, Pissotte en Saint-Hilaire-la-Forêt in het departement Vendée en Ligugé in het departement Vienne. In Engeland zijn, naast de afzettingen in Lincolnshire (boring bij Nettleton) en Ilminster in Somerset, de vondsten uit Kettleness, Port Mulgrave, Saltwick en Whitby in Yorkshire opmerkelijk.

## Soorten
In 1972 gaf Reinhard Schmidt-Effing een historisch overzicht van de taxonomie van de Dactylioceratidae-familie, waarin hij presenteerde dat de systematiek van de fossielen in kwestie constante veranderingen heeft ondergaan sinds Alpheus Hyatt, voornamelijk door J. Buckman, William Joscelyn Arkell en Otto Heinrich Schindewolf. Dit feit wordt weerspiegeld in een zeer hoog aantal synoniemen (zie hieronder). Untergattungen und Arten van Axel von Hillebrandt en Reinhard Schmidt-Effing gaven 1981 de volgende indeling op:
- Geslacht: Dactylioceras Hyatt, 1867
  - Typesoort: Ammonites communis Sowerby, 1815
  - Ondergeslacht: Dactylioceras (Eodactylites) Schmidt-Effing, 1972
    - Typesoort: Dactylioceras pseudocommune Fucini, 1935 (betwist)
      - Dactylioceras (Eodactylites) holandrei d'Orbigny, 1844
      - Dactylioceras (Eodactylites) mirabile Fucini, 1935
      - Dactylioceras (Eodactylites) perplicatum Fucini, 1935
      - Dactylioceras (Eodactylites) polymorphum Fucini, 1935
      - Dactylioceras (Eodactylites) pseudocommune Fucini, 1935
      - Dactylioceras (Eodactylites) simplex Fucini, 1935
      - Dactylioceras (Eodactylites) triangulum Fischer, 1966

  - Subgeslacht: Dactylioceras (Iranodactylites) Repin, 2000
    - Typesoort: Dactylioceras (Iranodactylites) ketevanae Repin, 2000

  - Subgeslacht: Dactylioceras (Orthodactylites) Buckman, 1926
    - Typesoort: Orthodactylites directus Buckman, 1926
      - Dactylioceras (Orthodactylites) anguinum Reinecke, 1818
      - Dactylioceras (Orthodactylites) attenuatum Simpson, 1855
      - Dactylioceras (Orthodactylites) circumactum Dagis, 1968
      - Dactylioceras (Orthodactylites) crassifactum Simpson, 1855
      - Dactylioceras (Orthodactylites) crassiusculosum Simpson, 1855
      - Dactylioceras (Orthodactylites) directum Buckman, 1926
      - Dactylioceras (Orthodactylites) ernsti Lehmann, 1968
      - Dactylioceras (Orthodactylites) gracile Simpson, 1843
      - Dactylioceras (Orthodactylites) helianthoides Yokoyama, 1904
      - Dactylioceras (Orthodactylites) hispanum Schmidt-Effing, 1972
      - Dactylioceras (Orthodactylites) hoelderi Hillebrandt und Schmidt-Effing, 1981 – eerste beschrijving (benoemd naar Helmut Hölder)
      - Dactylioceras (Orthodactylites) semiannulatum Howarth, 1978
      - Dactylioceras (Orthodactylites) semicelatoides Maubeuge, 1957
      - Dactylioceras (Orthodactylites) semicelatum Simpson, 1843
      - Dactylioceras (Orthodactylites) sp. (onbepaalde fragmenten van Río Manflas in Chili)
      - Dactylioceras (Orthodactylites) tenuicostatum Young und Bird, 1822
        - Dactylioceras (Orthodactylites) tenuicostatum chilense n.ssp.

      - Dactylioceras (Orthodactylites) toxophorum Buckman, 1927
      - Dactylioceras (Orthodactylites) wunnenbergi Hoffmann, 1968

  - Subgeslacht: Dactylioceras (Dactylioceras) Hyatt, 1867
    - Typesoort: Dactylioceras communis J. Sowerby, 1815

Andere classificaties noemen extra soorten, waaronder Simpson in 1843 en 1855. Dactylioceras commune uit de Posidoniaschalie uit Holzmaden, diameter 8 centimeter. De phragmocon gaat gepaard met kleine microconches (linksonder). De volgende taxa zijn bekend van het subgenus Dactylioceras (Dactylioceras):
- Dactylioceras absimile Dagis, 1968
- Dactylioceras alpestre Wiedenmayer, 1980
- Dactylioceras amplum Dagis, 1968
- Dactylioceras anguiforme Buckman, 1928
- Dactylioceras anguinum Reinecke
- Dactylioceras annuliferum Simpson, 1855
- Dactylioceras arcus Buckman, 1926
- Dactylioceras athleticum Simpson, 1855
- Dactylioceras clevelandicum Howarth, 1973
- Dactylioceras commune Sowerby, 1815
- Dactylioceras comptum Dagis, 1968
- Dactylioceras consimile Buckman, 1926
- Dactylioceras crassescens Simpson, 1855
- Dactylioceras crassiusculum Simpson, 1855
- Dactylioceras crassulum Simpson, 1843
- Dactylioceras crosbeyi Simpson, 1843
- Dactylioceras densicostatum Maubeuge, 1957
- Dactylioceras eickenbergi: Synoniem van Nodicoeloceras eickenbergi
- Dactylioceras kanense McLearn, 1930
- Dactylioceras lamellosum Maubeuge, 1957
- Dactylioceras laticostatum Bardin et al., 2014
- Dactylioceras mastodontoides Maubeuge, 1957
- Dactylioceras morioni Lissajous, 1906
- Dactylioceras mite Buckman, 1927
- Dactylioceras mucroddactyliforme Maubeuge, 1957
- Dactylioceras noviomagense Maubeuge, 1957
- Dactylioceras obliquecostatum Maubeuge, 1957
- Dactylioceras peloritanum Fucini, 1935
- Dactylioceras percostatum Fucini, 1935
- Dactylioceras perplicatum Fucini, 1935
- Dactylioceras podragosum Maubeuge, 1957
- Dactylioceras praepositum Buckman, 1927
- Dactylioceras pseudocrassoides Maubeuge, 1957
- Dactylioceras pseudosemicelatum Maubeuge, 1957
- Dactylioceras rothpletzi Krumbeck, 1922
- Dactylioceras rotticum Krumbeck, 1922
- Dactylioceras sp.
- Dactylioceras stresherense Sapunov, 1963
- Dactylioceras subholandrei Fucini, 1935
- Dactylioceras suntarense Krimholz, 1957
- Dactylioceras tardosensis Kovács, 2014
- Dactylioceras tauromenense Fucini, 1935
- Dactylioceras temperatum Buckman, 1927
- Dactylioceras triangulum Fischer, 1966
- Dactylioceras vermis Simpson

Als zustertaxa fungeren Catacoeloceras, Collina, Nodicoeloceras, Peronoceras, Porpoceras, Reynesoceras, Septimaniceras en Zugodactylites.
De volgende synoniemen zijn van het geslachts Dactylioceras inmiddels vastgesteld:
- Anguidactylites Buckman, 1926
- Arcidactylites Buckman, 1926
- Athlodactylites Buckman, 1927
- Curvidactylites Buckman, 1927
- Dactylioceras (Eodactylites) Schmidt-Effing, 1972
- Eodactylites Schmidt-Effing, 1972
- Koinodactylites Buckman, 1927
- Leptodactylites Buckman, 1926
- Microdactylites
- Nomodactylites Buckman, 1927
- Parvidactylites Buckman, 1927
- Peridactylites Buckman, 1926
- Planicoeloceras Venturi en Ferri, 2001
- Rakusites Guex, 1971
- Simplidactylites Buckman, 1927
- Toxodactylites Buckman, 1926
- Vermidactylites Buckman, 1926
- Xeinodactylites Buckman, 1926